# フェルミ研究所 FermiLab
フェルミ研究所 FermiLab（フェルミけんきゅうじょ フェルミラボ）は、永戸リョウが中心となって制作した漫画動画をYouTubeに投稿していたYouTubeチャンネル。漫画動画の題材は豆知識や雑学、日常の疑問、時事ネタなど。視聴者の好奇心を刺激すると評価される一方で、信憑性を疑問視する声も上がっている。2021年7月16日に更新終了。

## 沿革

### チャンネル開設まで
管理人である永戸リョウは、大学卒業後会社員として勤務したが、2年ほどで退職。作曲家を目指して活動を始めたが、1年ほどで挫折。今後の行く末を悩んでいた頃、YouTuberの『megumi sakaue』の動画を視て、YouTubeクリエイターとしての生き方に魅力を感じ、ランキング形式で世界の様々な事象を鍾愛する『電撃ランキング』を開設するに至った。
開設当初はニッチな動画になるよう意識して動画を制作していたが、1年ほどで再生回数が鈍化し、行き詰まった。そんな状況を打開するため、新たな真似されにくいコンテンツを作ろうと画策し、漫画という手法に行き着いた。当時あった他のチャンネルの漫画動画は再生回数がそこそこ伸びているものの、漫画の画像をただ貼っているだけで内容が薄くナレーションも無いのものばかりであったため、脚本を自作して『電撃ランキング』のナレーターの音声を付ければ人気のチャンネルになるのではないか、と考え、『フェルミ研究所 FermiLab』を開設するに至った。

### チャンネル開設後
ウェブメディア『Real Sound』の飯田一史は、YouTubeの漫画動画について、『フェルミ研究所 FermiLab』が2018年に演出法を確立して以降一般化したと評価している。同年秋に『フェルミ研究所 FermiLab』がチャンネル登録者数を伸ばして以降、後を追って『アシタノワダイ』や『ヒューマンバグ大学』といった漫画動画チャンネルが登場し、2019年10月からはUUUMの運営する『UUUM MANGA』も開設された。
2020年4月2日、過去に配信された動画を書籍化した『フェルミ研究所 赤』と『フェルミ研究所 緑』が講談社より発売された。
しかし2021年7月16日、管理人は再生数の減少・興味の変化・熱意と時間の喪失を理由に『フェルミ研究所 FermiLab』の更新終了を発表した。KAI-YOUライターの森田将輝は、先述の『UUUM MANGA』の更新が2020年から途絶えていることにも触れ、再生数減少の原因としてYouTubeのアルゴリズム変更と漫画動画の飽和の可能性を挙げている。
2021年8月、voicyにて、フェルミの管理人による「フェルミの早起きラジオ」を開始した。

## 運営体制
チャンネル開設者（通称『管理人』、活動名は永戸リョウ）が脚本を担当し、10人以上のイラストレーター、電撃ランキング時代からナレーションを担当しているナレーターが制作に携わっている。

## 登場人物
ケンジ（本名：市川賢治）
多くの動画で主人公を務めるキャラクター。回によって年齢や頭の善し悪しなどの設定は変わるが、年齢に関しては25歳前後であることが多い。妹の登場する回では頭が悪くなる傾向にある。
望月りん（三女）
ケンジと同じく多くの動画で主人公を務める。基本的には9歳の小学4年生で描かれる。クールで大人びており、達観し冷めきったような反応をする事が多く、二人の姉に比べても博識。地方に多くの友達がおり、「自分探しの旅」といってその友達と遊びに行くことがある。フェルミ研究所のサブチャンネル「フェルミ漫画大学」のメインキャラクターでもある。
望月あかり（二女）
りんの姉であり、望月家の二女。基本的には14歳の中学2年生で描かれる。天真爛漫な性格で食いしん坊。
望月はるか（長女）
りんとあかりの姉であり、望月家の長女。基本的には29歳の社会人で描かれる。容姿端麗で、美人を自負している。性格は穏やかで優しい。
望月ただし（父）
望月家唯一の男性であり、三人の娘の父親。三人の娘を溺愛しており、自分の好きな髪型や仕草をさせるなど、変態チックな一面が垣間見える。浮気の前科者。はるかとあかりからは「お父さん」、りんからは「ジジイ」と呼ばれている。
望月ゆみ（母）
三人の娘の母。ほとんど動画には登場しない。
なお
ブリ子
魚人。35歳。異常に左右の目が離れており、合コンや道ですれ違う男性をメンズと呼びレビューしながら見るなど性格も悪く、周りからの評判も悪く、「めんどくさい女」と見られている。趣味は旅行。自分のことを「見た目80点」と評するなどひどく過大評価している。
みかん
宮島ちずる
主に病気系の動画で主人公。年齢設定は中高生から社会人まで様々。
タマ（猫）
ケンジの妹
文字通りケンジの妹。博識で、望月家のりんと同じようなポジションの登場人物。一部動画のオープニングで描かれているツインテールの少女はケンジの妹である。
アキ
先輩
ミク
ケンジの彼女。金髪だが純日本人。博識。
アミ
アオイ
モコ
白石結衣
タタリ
ジュン
秋田マナミ
あやね

## イラストレーター
- 桐生（2020年11月24日まで[12]）
- 葵山わさび
- ショーキ名古屋
- ゆきひろゆき
- 雪あられ
- 寅
- Po@Po_note_book
- アオノテ
- くれいし
- なかスマ
- 根尾ジウム
- 安蔵くんこ
- 大海たび
- 福成冠智
- 中森煙
- まっくすめろん

## 評価
「視聴者の好奇心を煽る」内容であると評価される一方、信頼性を疑う声もあるほか、極端な考えを動画内で紹介して炎上したことがある。2018年12月の『【漫画】男性がしてしまうNGファッション【マンガ動画】』では高額の衣類を推奨したこと、2019年2月の『【衝撃】私立学校と公立学校の違い5選』では公立高校が私立高校に比べ劣っている点を強調したことで炎上。YouTuberのPDRさんも反論動画を投稿した。

## 書籍
- フェルミ研究所 赤（2020年4月発行、講談社）ISBN 978-4-0651-9421-8
- フェルミ研究所 緑（2020年4月発行、講談社）ISBN 978-4-0651-9420-1
- 原作: フェルミ研究所、著: 三河ごーすと、絵: あきま 『人類滅亡して最後の1人になったら？』（2020年12月発行、KADOKAWA）ISBN 978-4-0473-6414-1